# 橫濱市交通局

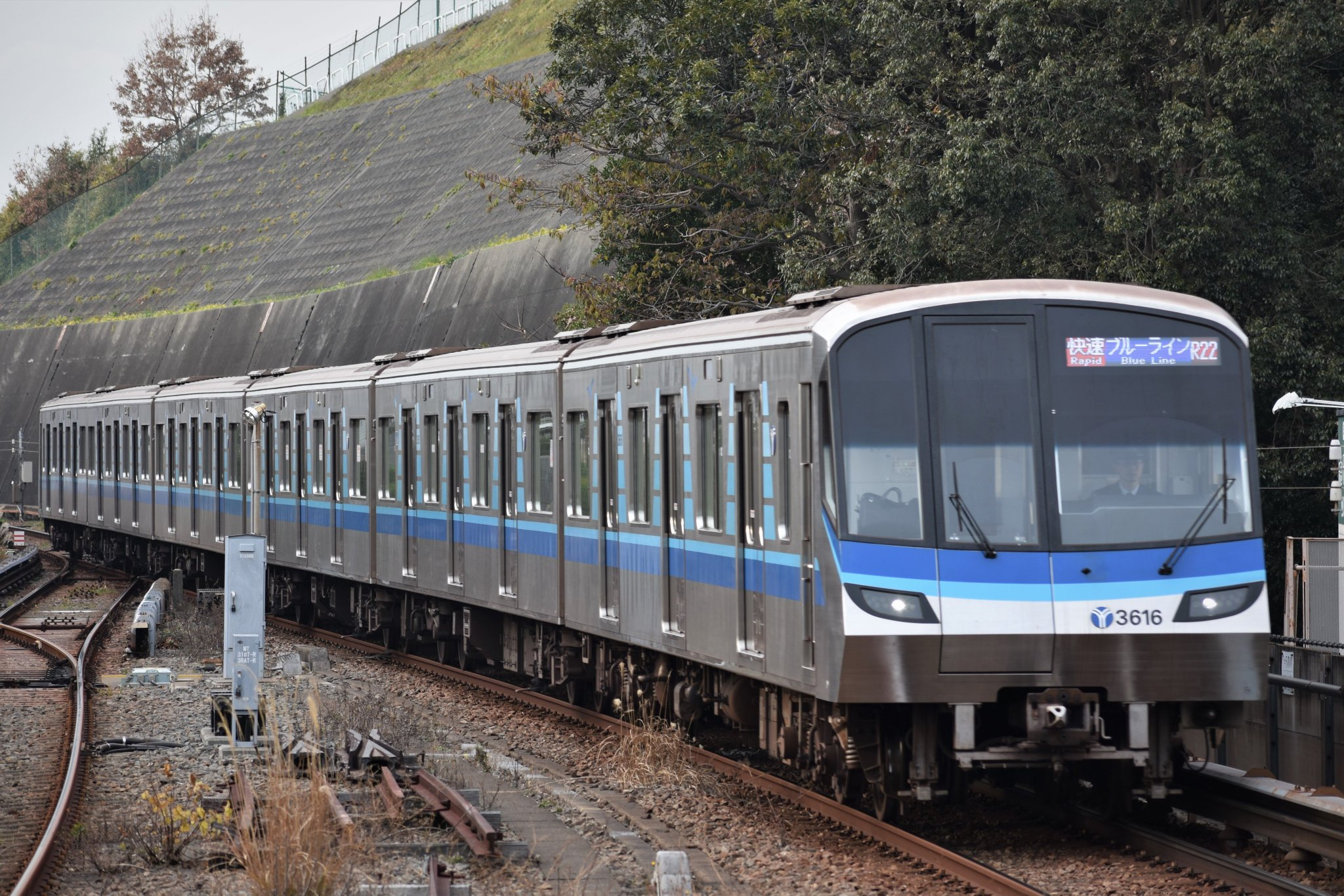
橫濱市營地下鐵3000形

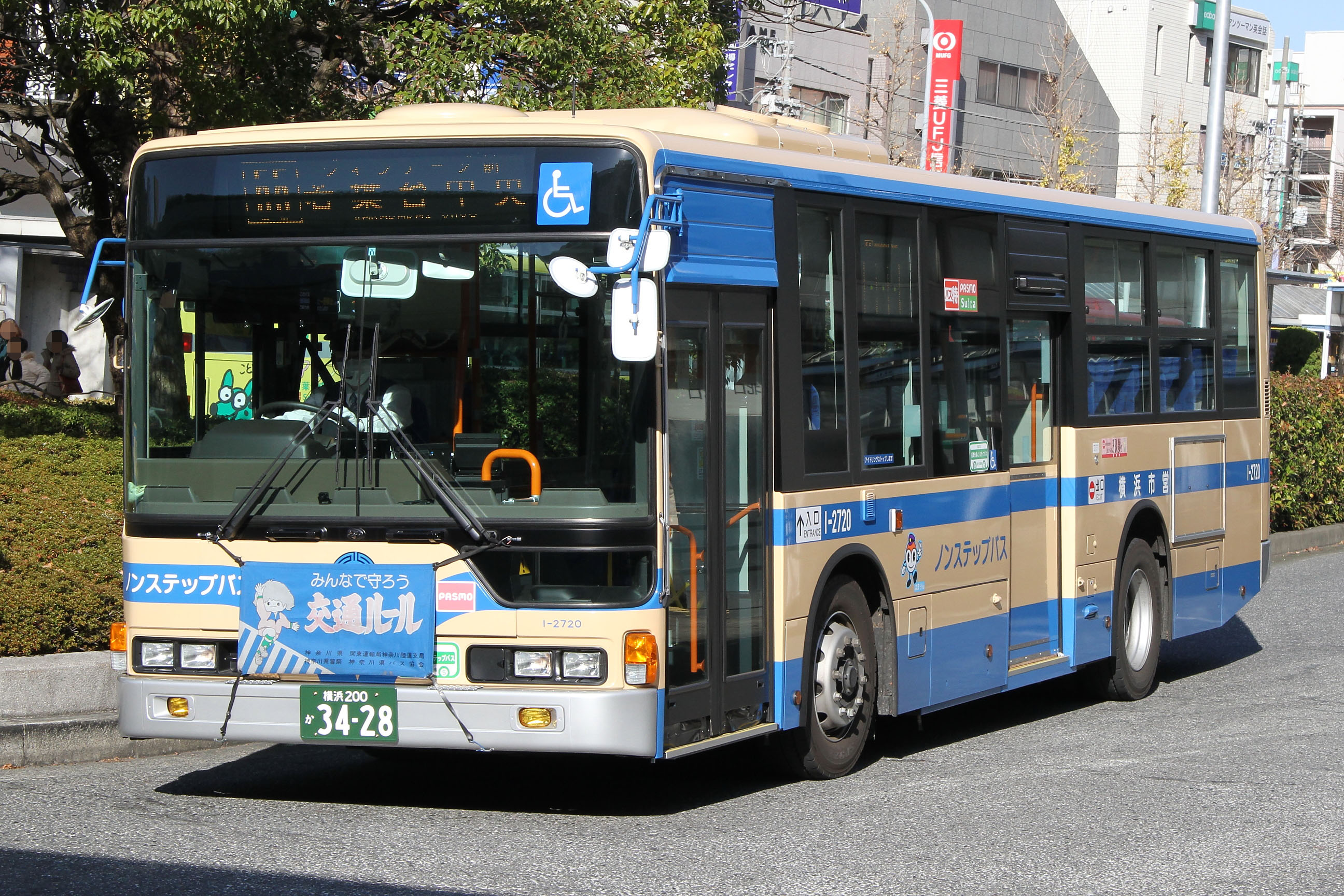
橫濱市營巴士

横濱市交通局（日语：／ Yokohama-shi Kōtsūkyoku */?）是日本神奈川縣横濱市的一家地方公營企業，管理橫濱市區的公營交通事業，包括橫濱市營公車及市營地下鐵。橫濱市交通局自大正時期曾運營有横濱市電，但後來全部廢除。現在公車和地鐵是橫濱市交通局的主要事業。現在橫濱市交通局是日本少有的盈利的公營交通局。

## 沿革
- 1921年（大正10年）4月1日：以620萬日圓收購横濱電氣鐵道（日语：横浜電気鉄道）株式會社的路面電車，為橫濱市電。成立本局前身橫濱市電氣局，總部設於瀧頭。
- 1923年（大正12年）9月1日：因關東大地震停駛，10月26日全線恢復營運。
- 1928年（昭和3年）11月10日：市營巴士開始營運，淺間町設立自動車出張所。
- 1945年（昭和20年）5月29日：横濱大空襲造成電車45輛、巴士53輛燒毀。
- 1946年（昭和21年）5月31日：改稱横濱市交通局。
- 1959年（昭和34年）7月16日：市營無軌電車（日语：横浜市営トロリーバス）開始營運。
- 1972年（昭和47年）3月31日：路面電車與無軌電車全線廢止。
- 1972年（昭和47年）12月16日：地下鐵伊勢佐木長者町站 - 上大岡站開業，高速鐵道事業開始。
- 1999年（平成11年）3月31日：出租觀光巴士事業廢止。
- 2006年（平成18年）3月26日：野庭營業所（日语：横浜市営バス野庭営業所）廢止。
- 2007年（平成19年）3月31日：港北新市鎮營業所（日语：横浜市営バス港北ニュータウン営業所）廢止。
- 2008年（平成20年）2月9日：綠營業所（日语：横浜市営バス緑営業所）與磯子營業所（日语：横浜市営バス磯子営業所）委託橫濱交通開發營運。
- 2020年（令和2年）6月1日 - 搬遷至橫濱市公所新廳舍。
- 2021年（令和3年）4月1日 - 創立100週年[3][4]。

## 組織架構
※ 2015年4月1日組織架構
- 局長 交通事業管理者：加賀 生雄
- 總務部
  - 總務課
  - 經營企劃課
  - 監察課
  - 職員課
  - 能力開發中心
- 營業推進本部
  - 事業開發課
  - 觀光企劃課
  - 營業企劃課
- 高速鐵道本部 - 請參照橫濱市營地下鐵
  - 營業課
  - 運轉課
  - 總合司令所
  - 站務管理所
  - 上永谷乘務管理所
  - 川和乘務管理所
- 自動車本部 - 請參照横濱市營巴士
  - 營業課
  - 路線計畫課
  - 運輸課
  - 保土谷營業所（日语：横浜市営バス保土ヶ谷営業所）
  - 若葉台營業所（日语：横浜市営バス若葉台営業所）
  - 淺間町營業所（日语：横浜市営バス浅間町営業所）
  - 瀧頭營業所（日语：横浜市営バス滝頭営業所）
  - 本牧營業所（日语：横浜市営バス本牧営業所）
  - 港南營業所（日语：横浜市営バス港南営業所）
  - 港北營業所（日语：横浜市営バス港北営業所）
  - 鶴見營業所（日语：横浜市営バス鶴見営業所）
- 技術管理部
  - 設施課
  - 車輛課
  - 建築課
  - 電氣課
  - 上永谷保守管理所
  - 新羽保守管理所
  - 川和保守管理所
- 建設改良室
  - 建設改良課
- 橫濱市交通局厚生會

### 相關團體
- 財團法人橫濱市交通局協力會
  - 橫濱市電保存館（日语：横浜市電保存館）
- 橫濱交通開發（日语：横浜交通開発）株式會社

## 外部連結
- 橫濱市交通局 （页面存档备份，存于）
- 橫濱市交通局的X（前Twitter）